# 大阪成蹊女子高等学校
大阪成蹊女子高等学校（おおさかせいけいじょしこうとうがっこう）は、大阪府大阪市東淀川区にある私立の女子高等学校。学校法人大阪成蹊学園が運営する。

## 概要
2023年4月現在、大阪府内の女子校の中で、女子生徒の受験者数・入学者数が12年連続第1位。女子生徒及び保護者からの人気は高く、毎年、同校を受験希望する生徒は多い。同校は高校3年間を通してのキャリア教育に力を入れ、関連する授業や学校行事を数多く行っている。
大阪成蹊大学、大阪成蹊短期大学が同敷地内に立地しており、大学・短大と連携した授業・クラブ活動も実施している。びわこ成蹊スポーツ大学も含めた内部進学率は50～60%程度で、指定の評定平均値があれば殆どの場合希望の学部に進学出来る。

## 沿革
- 1933年 - 高等成蹊女学校（実業学校）として開校。
- 1937年 - 大阪成蹊女学校と改称。
- 1938年 - 高等女学校令に基づき高等女学校に移行。大阪成蹊高等女学校と改称。
- 1948年 - 新制大阪成蹊女子高等学校となる。
- 1997年 - 学校5日制、2学期制導入。
- 2001年 - コース制導入。
- 2007年 - 学校完全6日制・3学期制に移行
- 2011年 - 実践的キャリア教育・職業教育支援事業推進校に認定
- 2018年 - ユネスコスクールに加盟

## 学科・コース
- 普通科
  - 総合キャリアコース
  - 特進コース
  - 看護医療進学コース
  - 英語コース（2024年4月新設）
  - 幼児教育コース
  - スポーツコース
  - 音楽コース

- 美術科
  - アート・イラスト・アニメーションコース

## 出身者
- 尾崎奈々 - 元女優
- 麻生よう子 - 歌手（上京のため中退）
- 山本博美 - 元タレント（現在京本政樹夫人）
- 宮川花子 - 漫才師
- 島田珠代 - お笑い芸人
- 大江恵 - ジャズシンガー
- 鈴木紗理奈 - タレント（上京のため中退）
- 中西悠子 - 競泳バタフライ選手（アテネオリンピック銅メダリスト）
- 岸本早未 - 歌手
- 白井美早子 - 女子競輪選手
- 美内すずえ - 漫画家（ガラスの仮面作者）
- 田中友香理 - フリーアナウンサー[1]

## 交通
- 阪急京都本線「相川駅」より東へ約300m（徒歩約5分）
- Osaka Metro今里筋線「井高野駅」より西へ約1km（徒歩約12分またはスクールバス約5分）
- 東海道本線（JR京都線）「吹田駅」より東へ約1.5km（徒歩約18分またはスクールバス約12分）
- 最寄り駅は阪急京都本線相川駅であるが、地下鉄井高野駅～相川キャンパス間と、JR吹田駅～阪急相川駅間には無料のスクールバスも運行されているため、地下鉄やJR線からのアクセスも良い。

## 系列校
- 大阪成蹊大学
- 大阪成蹊短期大学
- びわこ成蹊スポーツ大学
- 大阪成蹊短期大学附属こみち幼稚園